# Escut del Marroc
L'escut del Marroc són les armes del monarca alauita i foren adoptades el 14 d'agost de 1957, arran de la independència.
Obra dels dissenyadors gràfics Gauthier i Hainaut, consta d'un camper de gules carregat al cap d'un sol radiant de quinze raigs d'or sobre un fons d'atzur, ixent d'una cinta corbada amunt de sinople fusada d'or i d'argent; sobre el tot, al peu, una pentalfa –estrella de cinc puntes– de sinople.
Va timbrat amb la corona reial marroquina d'or, ornada de perles de gules i de sinople alternades i somada d'una pentalfa d'or; és vorejat de llambrequins d'or i, com a suport, un lleó a la destra i un lleopard lleonat a la sinistra, tots dos al natural, sostinguts damunt dos corns de l'abundància d'or i, a la part inferior, una cinta també d'or amb una inscripció en àrab corresponent a la setena aleia de la sura 47 de l'Alcorà: إن تنصروا الله ينصركم (In tanṣurū Allāha yanṣuru-kum), és a dir, «Si ajudeu al triomf de Déu, Ell us farà triomfar també!»[Alcorà 47:7 (traduït per Míkel de Epalza)].
La pentalfa de sinople sobre camper de gules es repeteix a la bandera estatal i la cinta central des d'on surt el sol representa les muntanyes de l'Atles.